# Bleptina retracta
Bleptina retracta är en fjärilsart som beskrevs av George Francis Hampson. Bleptina retracta ingår i släktet Bleptina och familjen nattflyn. Inga underarter finns listade i Catalogue of Life.